# Willard S. Paul

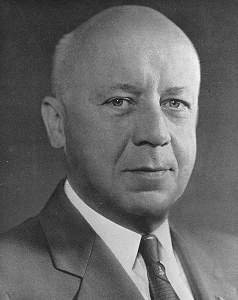
Willard S. Paul

Willard Stewart Paul (* 28. Februar 1894 in  Worcester, Massachusetts; † 21. März 1966 in Washington, D.C.) war ein Generalleutnant der United States Army. Er war unter anderem Kommandeur zweier Infanteriedivisionen.
Willard Paul war ein Sohn von Warrington Irving Paul und dessen Frau Etta M. Fish. Er besuchte die öffentlichen Schulen seiner Heimat. Im Jahr 1916 trat er als Leutnant der Colorado Army National Guard bei, mit der er zur Zeit der Mexikanischen Expedition an der mexikanischen Grenze stationiert war. Ein Jahr später gelangte er in das Offizierskorps des US-Heeres. Dort wurde er als Leutnant der Feldartillerie zugeteilt. In der Armee durchlief er anschließend alle Offiziersränge vom Leutnant bis zum Drei-Sterne-General.
Im Lauf seiner militärischen Karriere absolvierte Paul verschiedene Kurse und Schulungen. Dazu gehörten unter anderem der Infantry Officers Course, der Infantry Advanced Officers Course, das Command and General Staff College und das United States Army War College. Außerdem belegte er Kurse an der American University in Washington D.C.
In seinen jüngeren Jahren absolvierte er den für Offiziere in den niederen Rangstufen üblichen Dienst in unterschiedlichen Einheiten und Standorten. Dazu gehörten auch Aufgaben als Stabsoffizier in verschiedenen Hauptquartieren. Am Ersten Weltkrieg hat er nicht teilgenommen. In den 1920er und 1930er Jahren absolvierte er unter anderem die erwähnten Schulen. Zwischenzeitlich war er als Dozent an verschiedenen Schulen tätig. Dazu gehörten die Militärabteilung der Johns Hopkins University in Baltimore (1922–1924) und die Infantry School (1930–1933) in Fort Benning, dem heutigen Fort Moore. In den Jahren 1937 bis 1941 war Paul Stabsoffizier beim United States Army Adjutant General.
Nach dem Eintritt der Vereinigten Staaten in den Zweiten Weltkrieg wurde Paul im Jahr 1942 Stabsoffizier in der Abteilung G4 für Logistik und Nachschub bei den Army Ground Forces. Im Juni 1942 erreichte er mit seiner Beförderung zum Brigadegeneral die Generalsränge. Bereits im März 1943 erfolgte seine Beförderung zum Generalmajor. Zwischen April und August 1943 kommandierte er die gerade erst aufgestellte 75. Infanteriedivision. Er war damit der erste Kommandeur dieses Verbandes. Die Einheit nahm damals an umfangreichen Manövern zur Vorbereitung auf einen Kriegseinsatz teil. Dieser erfolgte erst Ende 1944, lange nach Pauls Zeit als Divisionskommandeur.
Anschließend erhielt Willard Paul das Kommando über die 26. Infanteriedivision. Diese bestand hauptsächlich aus Truppen der Massachusetts National Guard. Paul hatte das Kommando über diese Einheit zwischen August 1943 und dem europäischen Kriegsende 1945 inne. Auch diese Division nahm zunächst an Manövern in den Vereinigten Staaten teil. Ab Ende August 1944 wurde sie auf dem europäischen Kriegsschauplatz in Frankreich als Teil der 3. Armee unter dem Kommando von George S. Patton eingesetzt. Pauls Division war an der Abwehr der deutschen Ardennenoffensive beteiligt und drang später mit anderen Einheiten weit nach Deutschland vor.
Nach dem Ende des Krieges verblieb Paul in Europa und wurde Stabsoffizier beim Supreme Headquarters Allied Expeditionary Force und dessen Nachfolgeorganisation US Forces European Theater. Dort leitete er deren Personalabteilung (G1). Daran schloss sich eine Versetzung zum Kriegsministerium bzw. ab 1947 dem Heeresamt an, wo er ebenfalls deren Stabsabteilung G1 leitete. Seit 1947 bekleidete er den Rang eines Generalleutnants. Zum 31. Dezember 1948 schied er aus dem Militärdienst aus.
Nach seiner Pensionierung arbeitete Willard Paul für einige Zeit als Berater für das Amerikanische Rotes Kreuz und für die amerikanische Mobilisierungsbehörde (Office of Defense Mobilization). Er war zudem Leiter der Retired Officers Association. Zwischen 1956 und 1961 war er Präsident des Gettysburg College.
Der mit Ruth Mary Sieurin (1893–1953) verheiratete Offizier starb am 21. März 1966 im Walter Reed Army Medical Center in Washington D.C. Er wurde auf dem Nationalfriedhof Arlington beigesetzt.

## Orden und Auszeichnungen
Willard Paul erhielt im Lauf seiner militärischen Laufbahn unter anderem folgende Auszeichnungen:
- Army Distinguished Service Medal
- Silver Star
- Legion of Merit